# Bruno Adams
Bruce 'Bruno' Adams (Bacchus Marsh, 2 september 1963 - Berlijn, 18 april 2009) was een Australisch singer-songwriter.
Adams was afkomstig van Victoria. Hij verhuisde in 1978 naar Melbourne en nam er deel aan de ontluikende punk/new wave-scene. Hij speelde er met groepen mee als Saints, Crime & The City Solution en Laughing Clowns. Adams richtte in 1984 de band Once upon a Time op, die bekend raakte om zijn psychedelische blues. In 1989 verhuisde de groep naar Berlijn om er te spelen voor Nick Cave and the Bad Seeds. Na het uiteenvallen van de groep in 1996, werd Adams zanger bij de door hem mee opgerichte rockgroep Fatal Shorein Berlijn. Hij stierf in april 2009 aan kanker.